# Erimi
Erimi (gr. Ερήμη) – wieś w Republice Cypryjskiej, w dystrykcie Limassol. W 2011 roku liczyła 2432 mieszkańców.